# Isla se alquila por hora
Isla se alquila por hora es una película de Argentina filmada en colores dirigida por Roberto Sena (Víctor Maytland) y Néstor Robles sobre el guion de Néstor Robles que se estrenó en video en 1989 y que tuvo como actores principales a Federico Luppi, Marta González, Mario Sánchez y Divina Gloria.

## Sinopsis
En una isla del Delta del Paraná se desarrollan dos historias independientes de enredos amorosos.

## Reparto
- Federico Luppi
- Marta González
- Mario Sánchez
- Divina Gloria
- Andrés Redondo
- Carlos Rotundo
- Alicia Aller
- Betty Villar
- Jorge Rossi
- "Las Guerreras"

## Los directores

### Néstor Robles
Néstor Robles fue un actor cómico, imitador, guionista y director teatral argentino que falleció el 9 de agosto de 2011. Integró  la Troupe de Medicina en 1971 y  el grupo I Médici Concert en las décadas de 1970 y 1980, que surgió entre estudiantes de medicina como sucedáneo popular de Les Luthiers. Con él trabajó como guionista e imitador. Fue guionista de varias obras y realizó 10 espectáculos de café concert y unipersonales de humor, siendo coautor junto a Carlos A. Gematti (Corneta), Dov Segal y Norman Erlich.

### Roberto Sena
Roberto Sena (1947), más conocido por su nombre artístico Víctor Maytland fue un director de cine y guionista argentino dedicado al cine pornográfico. Comenzó trabajando dentro del "cine tradicional". Integró el Grupo Cine Liberación, y trabajó con Pino Solanas, además de ser colaborador en las producciones de Armando Bó. También trabajó en la producción de programas televisivos como Feliz Domingo y Calabromas. Realizó un reality show de temática sexual en el año 2001, llamado Expedición sex. En él concursaban 16 participantes, y se emitió por el canal erótico de cable Afrodita.
En el año 2007 fue contratado por la productora CineXlatino, de Los Ángeles, con el fin de filmar 60 películas por año que son distribuidas en sitios web, a través de tres sellos: Cine 69 (orientada a heterosexuales), Puticlub (películas con travestis) y Latin Puppies (pornografía gay). Según cuenta, al año 2008 llevaba filmadas más de cien películas.